# 이준관
이준관(1949년 10월 24일 ~ )은 대한민국의 시인이다.
1949년 전북 정읍에서 태어났다. 1971년 ≪서울신문≫ 신춘문예에 동시로, 1974년 ≪심상≫ 신인상에 시로 당선했다. 펴낸 책으로 동시집 ≪크레파스화≫, ≪씀바귀꽃≫, ≪우리나라 아이들이 좋아서≫, ≪3학년을 위한 동시≫, ≪내가 채송화꽃처럼 조그마했을 때≫, ≪쑥쑥≫, 시집 ≪황야≫, ≪가을 떡갈나무 숲≫, ≪열 손가락에 달을 달고≫, ≪부엌의 불빛≫, ≪천국의 계단≫ 등이 있다. 창주아동문학상, 대한민국문학상, 방정환문학상, 소천아동문학상, 펜문학상, 어효선아동문학상, 김달진문학상, 영랑시문학상을 받았다. 한국아동문학인협회 부회장과 한국동시문학회 회장을 역임했다.